# Curimba
Curimba ou Corimba é o nome que se dá ao grupo de pessoas que se relacionam com as práticas musicais dentro dos rituais umbandistas. Para isso podem-se utilizar diversos instrumentos, mas os mais comuns são os atabaques, o agogô e a própria voz.

## A Curimba no Ritual
A Curimba é um polo de irradiação de energia, que potencializa as vibrações, dissolve energias negativas, dilui miasmas espirituais (vibração negativa que causa transtornos espirituais e mentais) e limpa a atmosfera criando um ambiente ideal para uma gira.
- Termos:
  - Curimbeiro(a): quando dirigido a uma pessoa só, tem o significado de cantor(a) do ritual.
  - Atabaqueiro ou curimbeiro: é aquele que apenas percurssiona. (ver ogã do Candomblé)

Tanto na Umbanda quanto no Candomblé, o mais comum, é ter apenas três atabaques para o ritual, conforme a tradição religiosa africana, mas como o número de pessoas interessadas no cargo têm aumentado, esta exigência foi ignorada. Temos hoje templos de Umbanda com até cinco atabaques.

### Hierarquia da Curimba
A hierarquia esta muito presente dentro de uma terreiro, inclusive entre os Ogãs, existindo denominações próprias de acordo com a função de cada um dentro a engira, por tempo de iniciação ou até por ordem do mentor espiritual.
O Ogã Chefe, chamado Alabê, é o comandante, o mais responsável, grande conhecedor da religião e o de mais tempo dentro da casa. Na hierarquia ele é o terceiro sacerdote, ficando atras dos dirigentes. Ele é o responsável por todos os instrumentos da casa e por ensinar os Ogãs mais novos os toques e cânticos. Normalmente O Ogã Chefe toca o Rum.
O Ogã Calofé é o segundo na hierarquia e também deve ser grande conhecedor da religião. Ele faz a marcação rítmica adequada à todos os cânticos ritualísticos. 
O Ogã Berê esta em faze de iniciação, os Ogãs Auxiliares tocam os instrumentos auxiliares aos atabaques e o Ogãs-de-Canto, ou Curimbeiro, é responsável pelos pontos cantados.
Deve-se sempre lembrar que essas hierarquias, assim como tudo na Umbanda, não são leis e variam de terreiro para terreiro.

### Mulheres Atabaqueiras
No candomblé existem dogmas, principalmente ligados a menstruação, que não permitem que as mulheres sejam Ogãs. No entanto na umbanda não existem esses tabus existindo diversas mulheres Ogãs.

## O Atabaque
O nome atabaque tem origem árabe, at-tabaq, que significa "prato". É um instrumento de formato cilíndrico, ligeiramente cônico, onde a abertura maior é coberta por couro de animal. Instrumento de percussão tocado com as mãos ou ainda com baquetas feitas com galhos de goiabeiras ou araçazeiros, chamadas de aguidavis.
Os atabaques são classificados por tamanho chamando-se Rum, Rumpí e Lé, do maior para o menor. Cada um com seu timbre específico, colaboram para uma melhor harmonia sonora. Normalmente o Rum(mais grave) é responsável pelo solo musical e variações melódicas enquanto o Rumpí e o Lé dão suporte e manutenção constante do ritmo. Há casas que possuem os três atabaques, mas não é um conjunto, cada um toca o que sabe tocar.
Como instrumentos sagrados não devem sair do terreiro, a não ser para trabalhos especiais como giras na praia, muito comuns no final do ano, nem tampouco  serem tocados por pessoas não autorizadas e/ou não apitas a entoa-lo.

## Os Pontos Cantados
Os pontos cantados são como "orações cantadas", que auxiliam na ordem e na fluidez dos trabalhos espirituais. Os pontos marcam todas as partes do ritual da casa como a defumação, abertura e fechamento de gira. Os pontos podem ser classificados em ponto de chamada, subida, firmeza, sustentação, descarrego etc dependendo da função de cada um.

## A Influência das Ondas Sonoras no Médium e Ambiente
A Curimba tem como função: louvar o Orixá, "defender" a gira com uma série de pontos corretamente selecionados, purificar e energizar o ambiente e por último e não menos importante: auxiliar o médium na incorporação.
Outra função muito importante é auxiliar da concentração dos médiuns, envolvendo a mente, não o deixando desviar do propósito do trabalho. A batida do atabaque induz o cérebro a emitir ondas cerebrais diferentes do comum, facilitando o transe mediúnico. 

#### Auxílio de Incorporação
Os médiuns, tem o cargo de incorporar entidades de luz, para o auxílio do alheio necessitado. Mas às vezes, isto nem sempre é fácil. Dependendo do ambiente, de sua cor, de seu tamanho, do tanto de pessoas que há nele entre tantas outras circunstâncias, o ato de incorporar nem sempre é bem sucedido.
Esta aqui mais um cargo dos curimbeiros: auxiliar os médiuns a incorporar. Como isto é feito?
As ondas sonoras afetam a rotação de chakras como coronário, frontal e base com fim de mexer com a energia espiritual da pessoa, com o fim de melhorá-la. Os cantos atuam nos chacras superiores: o cardíaco, laríngeo e frontal ativando-os e melhorando a sintonia com a espiritualidade. Já os atabaques atuam nos chacras inferiores. O canto e o toque também ajudam os médiuns a concentrarem-se apenas no mesmo.

## Toques de Umbanda
A Umbanda tem uma variedade de toques para a louvação e todas outras necessidades, as conhecidas são as que se seguem:
- Base
- Nagô
- Ijexá
- Samba de Caboclo
- Samba de Angola
- Samba de Côco
- Cabula
- Congo
- Congo de Ouro
- Barravento